# Heterocampa astartoides
Heterocampa astartoides är en fjärilsart som beskrevs av Benjamin 1932. Heterocampa astartoides ingår i släktet Heterocampa och familjen tandspinnare. Inga underarter finns listade i Catalogue of Life.